# Стив Скот (атлетичар)
Стив Скот (енгл. Steven Michael "Steve" Scott; Апланд, 5. мај 1956) бивши је амерички атлетичар специјалиста за трчање на средње пруге.
Најбоље резултате је постизао у периоду око 1980. године. Када се очекивао велики успех на Летњим олимпијсим играма 1980., Америка је бојкотовала игре у Москви и није остварио тај усоех.
Године 1982. поставио је амерички рекорд у трчању на једну миљу 3:47,69, који је трајао пуних 25 година, гок га 2007. није оборио Алан Вуд.
На првом Светско првенству 1983. у Хелсинкију био је други у трци на 1500 метара са резултатом 3:41,87.
Стив Скот је два пута учествовао на олимпијским играма 1984. у Лос Анђелесу где је био десети и 1988. у Сеулу када је заузео пето место.

## Значајнији резултати
| Год.  | Такмичење         | Lieu        | Место | Дисциплина |
| ----- | ----------------- | ----------- | ----- | ---------- |
| 1983. | Светско првенство | Хелсинки    | 2     | 1.500 м    |
| 1984. | Олимпијске игре   | Лос Анђелес | 10    | 1.500 м    |
| 1986. | Гран при, финале  | Рим         | 1     | миља       |
| 1987. | Светско првенство | Рим         | 12    | 1.500 м    |
| 1988. | Олимпијске игре   | Сеул        | 5     | 1.500 м    |

## Лични рекорди
- 800 м: 1:45,04 мин, 4. јул 1982, Глопен
- 1.000 м: 2:16,40 мин, 23. август 1981, Ница
- 1.500 м: 3:31,76 мин, 16. јул 1985, Ница
- 1 миља: 3:47,69 мин, 7. јул 1982, Осло
  - Дворана: 3:51,8 мин, 20. фебруар 1981, Сан Дијего (бивши СР)
- 2.000 м: 4:54,71 мин, 31. август 1982, Ингелхајм ам Рајн
  - Дворана: 4:58,6 мин, 7. фебруар 1981, Луисвил (бивши СР)
- 3.000 м: 7:36,69 мин, 1. септембар 1981, Ингелхајм ам Рајн
  - Дворана: 7:39,94 мин, 10. фебруар 1989, Ист Радерфорд
- 5.000 м: 13:30,39 мин, 6. јун 1987, Јуџин
- 5 км: 13:31 мин, 27. март 1988, Карлсбад